# Oscar Swahn (skytt)
Oscar Gomer Swahn, född den 20 oktober 1847 på gården Skärbo vid Sannäsfjorden i Tanums socken, död den 1 maj 1927 i Kungsholms församling, Stockholm, var en svensk tävlingsskytt.
Swahn vann i början av 1900-talet sex olympiska medaljer (varav tre guld) och innehar rekordet både som äldsta guldmedaljör och äldsta medaljör vid ett olympiskt spel.

## Biografi

### Bakgrund
Oscar Swahn föddes som bohusläning, på gården Skärbo vid Sannäsfjorden i Tanums socken. Hans föräldrar var kapten J.G. Swahn och hans hustru Christina Elisabeth, född Gerle.

Swahn kom att bli aktiv inom sportskytte. Där tävlande han inom underavdelningen jaktskytte (skott mot hjort och lerduvor) för föreningen Stockholms SkarpSF.

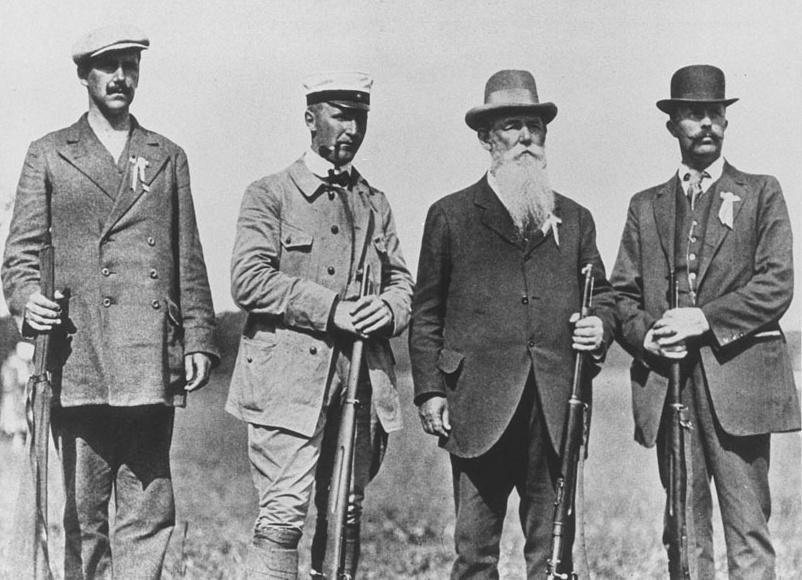
Det svenska skyttelaget vid OS 1912. Från vänster: Alfred Swahn, Åke Lundeberg, Oscar Swahn och Per-Olof Arvidsson.

### Olympiska spel
Swahn deltog i hjortskytte i tre Olympiska spel: 1908, 1912 och 1920. 1908 tog han, genom guldet i löpande hjort, enkelskott, Sveriges första individuella guldmedalj. 1912 blev han historisk som den hittills äldste (64 år och 258 dagar) OS-guldmedaljören någonsin.
1920 tog han, 72 år och 280 dagar gammal, silver i hjortskyttets lagtävling och blev därmed den äldste OS-medaljören någonsin.
Oscar Swahn var – 76 år gammal – anmäld även till 1924 års olympiska spel. Denna gång tvangs han dock lämna återbud på grund av sjukdom. Totalt tog Swahn under sin olympiska karriär 3 guld, 1 silver och 2 brons. Detta inkluderade två guld (singelskott individuellt samt i lag) och ett brons (dubbelskott individuellt) 1908, ett guld (singelskott lag) och ett brons (dubbelskott individuellt) 1912 samt ett silver (silver i lagtävlingen) 1920. 1912 nådde Swahn även en femteplats i enkelskott individuellt.

### Familj och övrigt
Sonen Alfred Swahn blev ännu mer framgångsrik än fadern och tog mellan 1908 och 1924 totalt nio olympiska medaljer – 3 guld, 3 silver och 3 brons. Även hans medaljer kom i olika former av hjortskytte. I de lag Oscar Swahn ingick i som vann olympiska medaljer ingick även sonen Alfred. Det var även Swahn den yngre som lade beslag på 1912 års guld i individuellt dubbelskott, där Swahn den äldre fick nöja sig med brons.
Oscar Swahn var yrkesverksam som kamrer vid Svenska Telegrambyrån. Han utnämndes redan 1903 till riddare av Vasaorden. Swahns omfattande prissamling av silverpjäser och medaljer finns numera förvarad på Armémuseum i Stockholm, medan sonen Alfs dito donerats till Svenska Skyttesportförbundet.
Oscar Swahn är begravd på Danderyds kyrkogård.